# Nanorana bourreti
Nanorana bourreti es una especie de anfibio anuro de la familia Dicroglossidae. Se encuentra en Tailandia, Vietnam y, posiblemente, en la China, Laos y Birmania. La pérdida y deradación de su hábitat natural es la principal amenaza a su conservación.